# Bahnstrecke Saint-Auban–Digne
| SNCF-Bahnhof Digne mit Normalspur- (links; Baureihe X 2720) und CP-Schmalspurtriebwagen am gemeinsamen Bahnsteig, 1982 |                      |                            |                    |
| Streckennummer: | 920 000              |                            |                    |
| Streckenlänge: | 22 km                |                            |                    |
| Spurweite: | 1435 mm (Normalspur) |                            |                    |
| |                      |                            |                    |
| \| \| \| von Marseille \| \| \| \| 306,9 \| Château-Arnoux-Saint-Auban \| 423 m \| \| \| \| nach Lyon \| \| \| \| \| Durance \| \| \| \| \| Canal d’Oraison \| \| \| \| 310,6 \| Malijai \| 429 m \| \| \| \| Duyes \| \| \| \| 319,4 \| Mallemoisson \| 508 m \| \| \| 321,3 \| Aiglun \| 524 m \| \| \| \| Ravin du Rouveiret \| \| \| \| \| CP von Nizza \| \| \| \| 328,9 \| Digne-les-Bains \| 596 m \| |                      |                            |                    |
| Strecke |                      | von Marseille              | von Marseille      |
| Bahnhof | 306,9                | Château-Arnoux-Saint-Auban | 423 m              |
| Abzweig ehemals geradeaus und nach links |                      | nach Lyon                  | nach Lyon          |
| Brücke über Wasserlauf (Strecke außer Betrieb) |                      | Durance                    | Durance            |
| Tunnel bzw. Unterführung unter Wasserlauf (Strecke außer Betrieb) |                      | Canal d’Oraison            | Canal d’Oraison    |
| Bahnhof (Strecke außer Betrieb) | 310,6                | Malijai                    | 429 m              |
| Brücke über Wasserlauf (Strecke außer Betrieb) |                      | Duyes                      | Duyes              |
| Bahnhof (Strecke außer Betrieb) | 319,4                | Mallemoisson               | 508 m              |
| Haltepunkt / Haltestelle (Strecke außer Betrieb) | 321,3                | Aiglun                     | 524 m              |
| Brücke über Wasserlauf (Strecke außer Betrieb) |                      | Ravin du Rouveiret         | Ravin du Rouveiret |
| Strecke von rechts · Strecke (außer Betrieb) |                      | CP von Nizza               | CP von Nizza       |
| Kopfbahnhof Streckenende · Kopfbahnhof Streckenende (Strecke außer Betrieb) | 328,9                | Digne-les-Bains            | 596 m              |

Die Bahnstrecke Saint-Auban–Digne verband die französische Stadt Digne (seit 1988: Digne-les-Bains) mit dem Bahnhof Château-Arnoux-Saint-Auban (bis ca. 1980: Saint-Auban) an der Ligne des Alpes (Bahnstrecke Lyon–Grenoble–Marseille).
Die normalspurige Stichstrecke war 22 km lang, eingleisig und nicht elektrifiziert. Sie wies vier Zwischenhalte auf, führte auf einer 148 m langen Gitterträgerbrücke über die Durance und unterquerte in einem 84 m langen Tunnel den von 1959 bis 1962 gebauten Bewässerungskanal Canal d’Oraison. In Digne lag in unmittelbarer Nähe der Endbahnhof der Schmalspurbahn von Nizza.

## Geschichte, Beschreibung und Verkehr

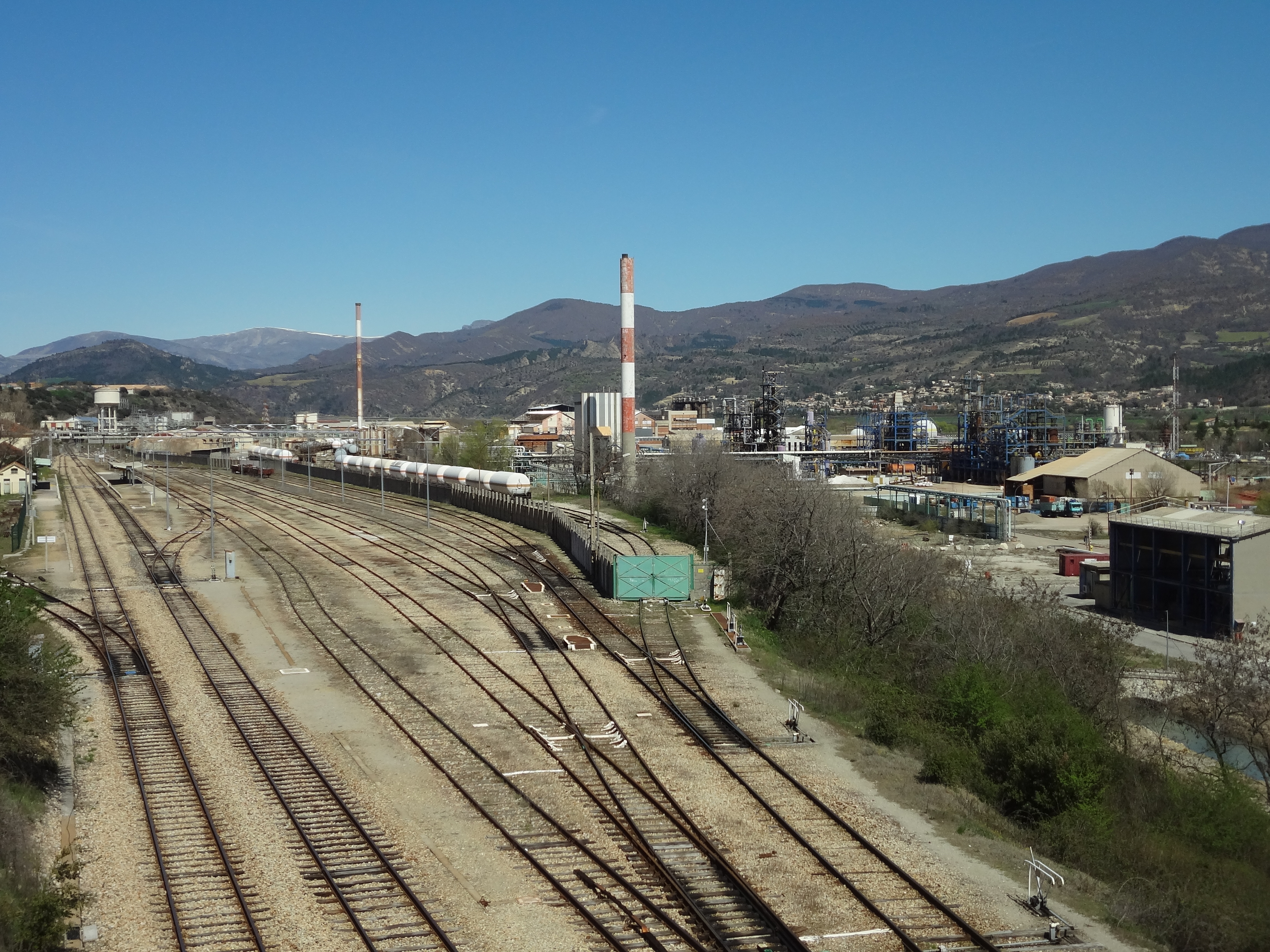
Bahnhof Château-Arnoux-Saint-Auban und Chemiewerk, 2013

Am 22. Januar 1868 wurde in einem kaiserlichen Dekret die Gemeinnützigkeit einer Bahnverbindung von Digne an die Bahnstrecke von Avignon nach Gap festgestellt. Damit war der Weg für einen Eisenbahnanschluss der Stadt geebnet. Nachdem die Bahn am 25. November 1872 von Süden her Sisteron erreicht hatte, eröffnete deren Betreiber, die Bahngesellschaft Compagnie des chemins de fer de Paris à Lyon et à la Méditerranée (PLM), am 27. November 1876 die Zweigstrecke nach Digne. Hierfür wurde in jenem Jahr auf dem Gebiet der Gemeinde Château-Arnoux der Trennungsbahnhof Saint-Auban gebaut, der abseits von Ortschaften lag und keine lokale Bedeutung hatte. Er wies neben dem Hausbahnsteig einen Mittelbahnsteig auf, der aufgrund der oft langen Wartezeiten der umsteigenden Fahrgäste 1887 teilweise überdacht wurde.
Der Endbahnhof Digne erhielt neben dem Hausbahnsteig keine weiteren Bahnsteige. Auf der gegenüberliegenden Seite des Bahnhofsvorplatzes entstand bis 1891 der Bahnhof der meterspurigen Bahn nach Mézel, der Keimzelle der heutigen Bahnstrecke Nizza–Digne-les-Bains. Sie wurde am 31. August 1891 eröffnet, die Gesamtstrecke bis Nizza konnte aber erst am 3. Juli 1911 durchgehend befahren werden.
Die Strecke wurde zunächst als Anschlussbahn mit Personen- und gemischten Zügen betrieben, durchgehende Reisezüge über Saint-Auban hinaus gab es nicht. Der von Dampflokomotiven gezogene Wagenpark war vielfältig, noch in den 1920er Jahren verkehrten Personenwagen aus der Zeit des Zweiten Kaiserreichs. In der Sommersaison 1935 (1. Juli bis 20. September) wurde eine Direktverbindung zwischen Digne und Grenoble eingerichtet. Eingesetzt wurden gummibereifte Micheline-Triebwagen der Bauart 21, ab dem Jahr darauf (15. Mai bis 1. Oktober 1936) dann Dieseltriebwagen – ggf. mit Beiwagen – von Decauville (PLM Baureihe P 1-9 „Nez de cochon“). Mit dem Kriegsausbruch 1939 wurde dieses tägliche Zugpaar wieder eingestellt.
Am 30. April 1945 schlugen die Chemins de fer de Provence (CP), die seit 1925 die Schmalspurstrecke betrieben, erstmals die Verlegung einer dritten Schiene zwischen Digne und Saint-Auban vor. Die CP würden den Güterverkehr und den Nahverkehr übernehmen, für die SNCF projektierten sie eine umsteigefreie Triebwagenverbindung von Digne nach Marseille. Dieser Vorstoß, wie auch ein zweiter fünf Jahre später, blieb folgenlos. Hingegen reaktivierte die SNCF im Sommer 1946 die Züge von und nach Grenoble, die von da an ganzjährig verkehrten. Eingesetzt wurden für dieses Zugpaar wieder die Decauville-Triebwagen, nun unter der Baureihenbezeichnung XDC 2000. 1949 wurde in Digne ein Gleis der CP an den Bahnsteig der SNCF verlegt, was das Umsteigen der Fahrgäste zwischen den Zügen der beiden Spurweiten erleichterte und beschleunigte.
In der Nachkriegszeit fuhren vermehrt Schweizer Touristen mit dem Zug über Grenoble und Digne an die Côte d’Azur. Ab ca. 1950 setzte die SNCF daher größere und modernere Triebwagen wie die Somua XS und die dieselelektrischen XDC 2100 ein. Zwischen dem 15. Juni und dem 30. September 1953 wurden die Triebwagen zwischen Digne und Grenoble versuchsweise durch Reisebusse ersetzt, die über Grenoble hinaus bis Genf verkehrten. Statt deren liefen ab dem 18. Juni 1954 erstmals Triebwagen in dieser Relation, wobei neue Fahrzeuge der Baureihe X 2400 zum Einsatz kamen. Diese Expresszüge verkehrten – nur während des Sommers – zusätzlich zu den Triebwagen von und nach Grenoble.
Auf dem Rückweg in die Schweiz hatten die Fahrgäste beim Umsteigen in Digne mittags einen einstündigen Aufenthalt, um im dortigen Bahnhofsrestaurant speisen zu können. Vier Minuten fahrplanmäßige Umsteigezeit in der Gegenrichtung erwiesen sich hingegen als zu knapp bemessen.

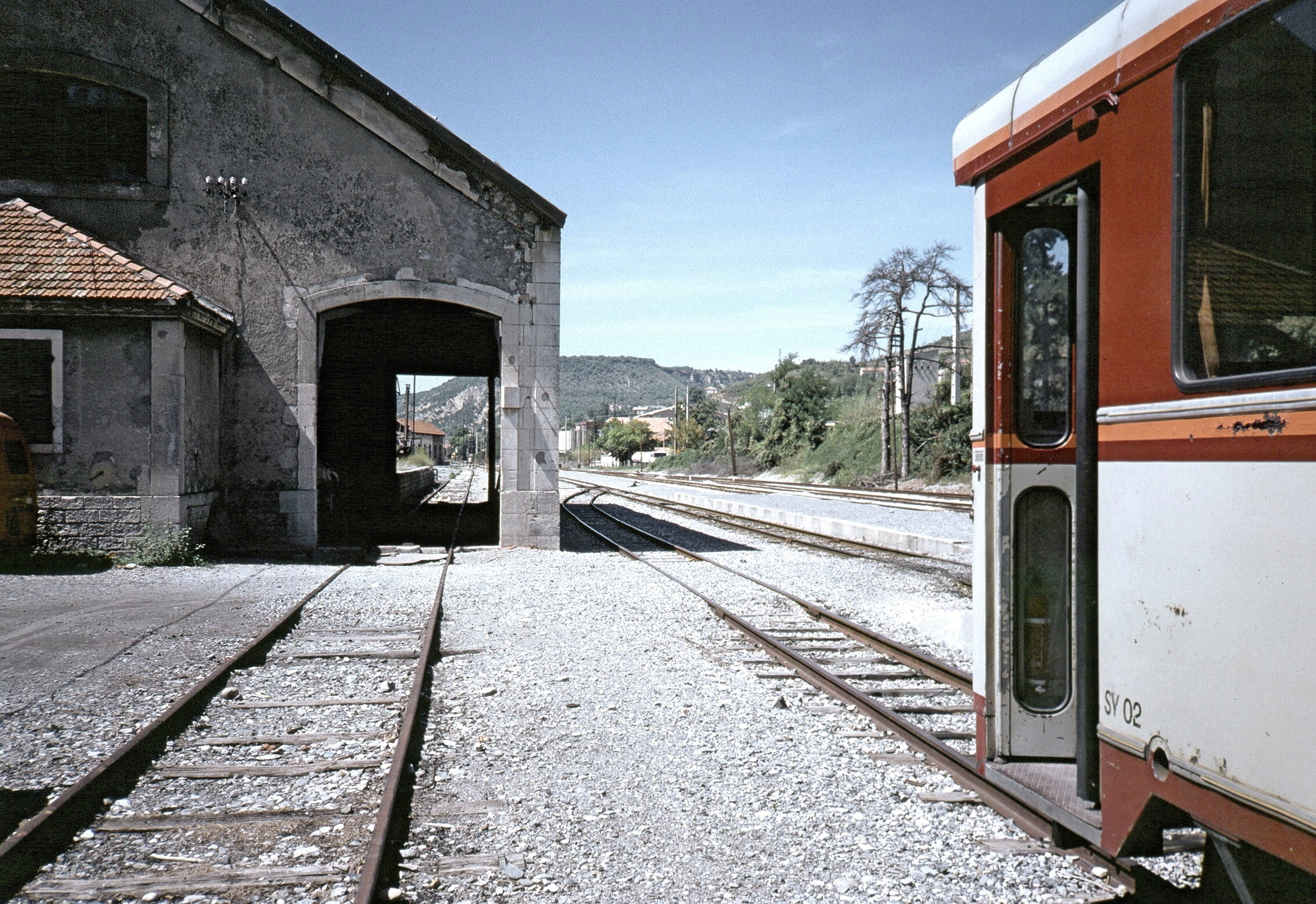
Güterumladehalle Regelspur/Schmalspur in Digne, 1986

1955 erhielten die CP auf dem Gelände der SNCF ein zweites Stumpfgleis an einem schmalen Bahnsteig. In jenem Jahr erwog die SNCF erstmals, den Personenverkehr zwischen Digne und Saint-Auban – mit Ausnahme der Triebwagen nach Grenoble und Genf – auf die Straße zu verlagern. Ein weiteres Mal einstellungsbedroht war die Strecke in den Jahren 1958/59, da der Staat die Aufgabe der Schmalspurbahn nach Nizza anstrebte. Die betroffenen Bürger und Gemeinden konnten aber die Erhaltung der Letzteren durchsetzen und retteten damit vorerst auch die Strecke nach Saint-Auban.
Als Ablösung der Dampflokomotiven kamen Dieselloks verschiedener Baureihen wie BB 63000, BB 66000 und BB 67000, im Personennahverkehr „Picasso“-Triebwagen X 3800 auf die Strecke. Für den Saisonverkehr von und nach Genf wurden 1959 und in den folgenden fünfzehn Jahren Panoramatriebwagen des Typs X 4200 eingesetzt. Sie verkehrten mit einem oder mehreren „Einheitsbeiwagen“, zwischen Digne und Saint-Auban auch im Verband mit einem X 3800. Die Baureihen X 2800 und X 52000 (ehemalige XDC 2000) liefen im Binnenverkehr nach Grenoble und ggf. sogar weiter bis Lyon.
1965 empfahl eine neue Studie den Bau einer dritten Schiene, um die Schmalspurzüge bis Saint-Auban führen zu können. Im Jahr darauf entschied der Staat jedoch, diese Maßnahme nicht zu finanzieren. Im Februar 1968 wurde anlässlich der Olympischen Winterspiele in Grenoble für die Dauer von zwölf Tagen ein tägliches Sonderzugpaar mit X-4200-Triebwgen eingerichtet. Ab der Sommersaison 1969 liefen zwar nach wie vor Panoramatriebwagen nach Genf, in der Gegenrichtung kamen sie jedoch aus Valence.
Der Personennahverkehr auf der Strecke wurde am 6. März 1972 eingestellt. Bis dahin hatten täglich drei bis fünf, zuletzt mit „Picassos“ gefahrene Zugpaare, den Anschluss Dignes an die Züge der Relation Marseille–Veynes sichergestellt. Vom Beispiel des Catalan Talgo inspiriert erwog man, umspurbare Triebwagen zu entwickeln, die von Genf über Digne bis Nizza hätten durchfahren können. Im Winter 1972/73 liefen die bis dahin ganzjährig nach Grenoble verkehrenden Triebwagen außerhalb der Schulferien nur noch bis Veynes. Im Jahr darauf wurden sie durch die Baureihe X 4500 ersetzt, mit der wieder bis Grenoble durchgefahren wurde. Ab 1974 verkehrten die Panoramatriebwagen von und nach Genf wieder in beiden Richtungen, mit einem mittäglichen einstündigen Aufenthalt in Grenoble zum Restaurantbesuch. Bald darauf wurden die alternden X 4200 ebenfalls durch X 4500 ersetzt. Im Sommer 1976 wurde der Verkehr aus Genf erneut für zwei Monate gebrochen, die Fahrgäste aus der Schweiz kamen bis Grenoble in einem ETG-Gasturbinenzug.
Im März 1978 versuchte der Betreiber der CP, die Société des Chemins de Fer et Transports Automobiles (CFTA), erneut, die Strecke zu übernehmen, wieder ohne Erfolg. Im Sommerfahrplan jenes Jahres verwandelten die CP die schmalspurige Schnelltriebwagenverbindung in einen gewöhnlichen Personenzug, was die Fahrzeit zwischen Nizza und Grenoble um eine Stunde verlängerte. Am 27. September 1980 wurde die ganzjährige Direktverbindung nach Grenoble eingestellt, die direkten Triebwagen verkehrten fortan nur noch in der Sommersaison.

## Alpazur

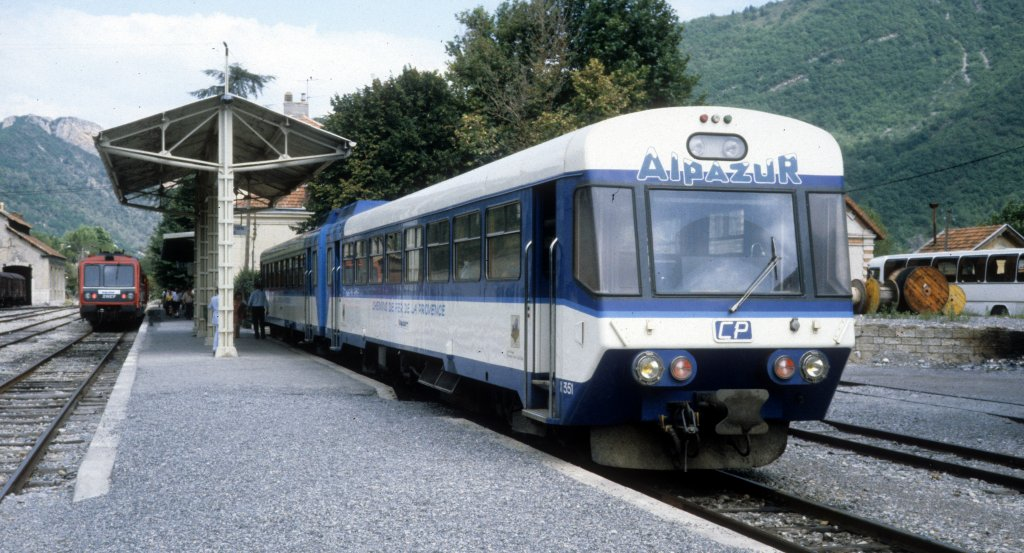
Zwei Züge des Alpazur in Digne: links ein modernisierter SNCF X 2720, rechts der X 351 der CP

Bereits seit den frühen 1960er Jahren trugen die Schmalspurtriebwagen des Typs ABH1, die im Anschluss an die Züge aus Grenoble als Schnellzüge von Digne nach Nizza verkehrten, auf dem Kühlergrill die Aufschrift ALPES AZUR. Zur besseren Vermarktung erhielt die Verbindung von Genf über Digne nach Nizza am 2. Juni 1981 die Bezeichnung „Alpazur“, und die Züge beider Bahnverwaltungen wurden entsprechend beschriftet. Die SNCF setzte von da an RGP1-Triebwagen (Baureihe X 2720) samt Steuerwagen (mit Barabteil) – in der Hauptsaison in Doppeltraktion – ein. Am 13. Juni verließ der erste Alpazur Digne in Richtung Norden. Während der Hauptsaison unterhielten im Zug Erzähler, Musiker oder Künstler die Fahrgäste. Hostessen wiesen auf touristisch und historisch interessante Fakten hin, reservierten per Funk auf Wunsch Hotelzimmer und bestellten Lunchpakete im Bahnhof Digne. In der ersten Saison wurden 18.473 Fahrgäste gezählt, von denen 17.580 in Digne zwischen den beiden Bahnen umstiegen. Später wurden auch RGP2-Triebwagen (Baureihe X 2700) für diese Dienste umgebaut.
Der Erfolg des Alpazur ermutigte die SNCF, auch im Winter eine entsprechende Verbindung anzubieten. Vom 17. Dezember 1982 bis zum 18. April 1983 verkehrte zwei- bis dreimal pro Woche der „Alpaneige“ zwischen Digne und Grenoble. Aufgrund unzureichender Fahrgastzahlen wurde er nicht beibehalten. Im Juni 1984 lief der Alpazur erneut nur ab / nach Grenoble, vom 1. Juli bis zum 2. September dann ab Lyon-Part-Dieu mit Anschluss an einen TGV aus Paris. Im Bahnhof Saint-Auban wurde der aus zwei Einheiten bestehende Zug geflügelt, jeweils ein Triebwagen (samt Steuerwagen) fuhr weiter nach Digne bzw. über Aix-en-Provence nach Marseille.
Da die Strecke von Lyon nach Grenoble 1984 elektrifiziert wurde und somit TGV-Züge bis Grenoble geführt werden konnten, wurde der Alpazur 1985 auf den Laufweg Grenoble–Digne zurückgenommen. Im Zuge der Modernisierung der RGP1-Einheiten entfiel bei gekuppelten Zügen die Übergangsmöglichkeit auf der Steuerwagenseite. Daher mussten Fahrgäste von und nach Digne auf die – nur im nach Marseille verkehrenden Zugteil angebotene – Animation und die Bar verzichten.

## Ende und Ausblick

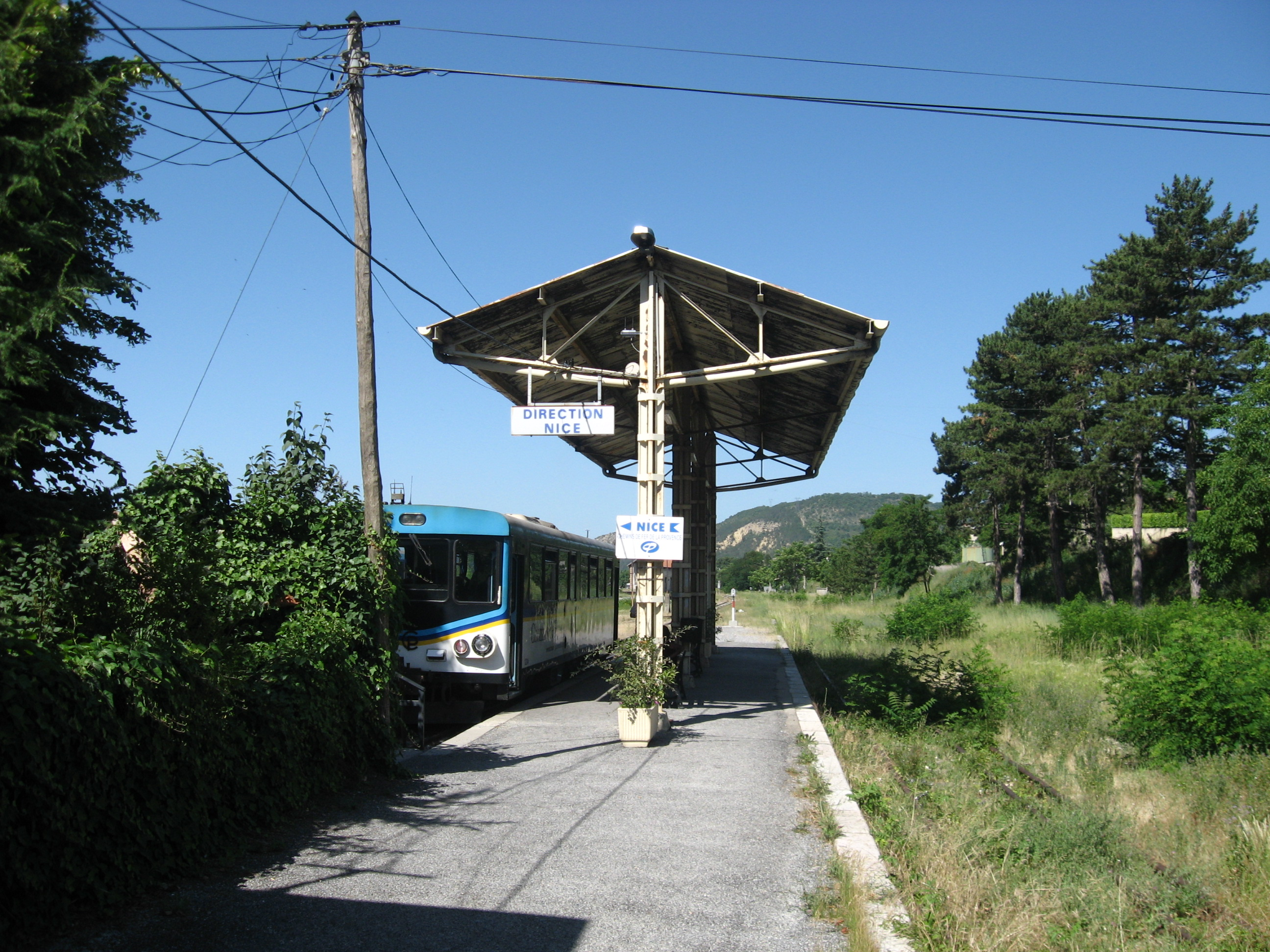
CP-Schmalspurtriebwagen und überwucherte Gleisanlagen der SNCF in Digne, 2009

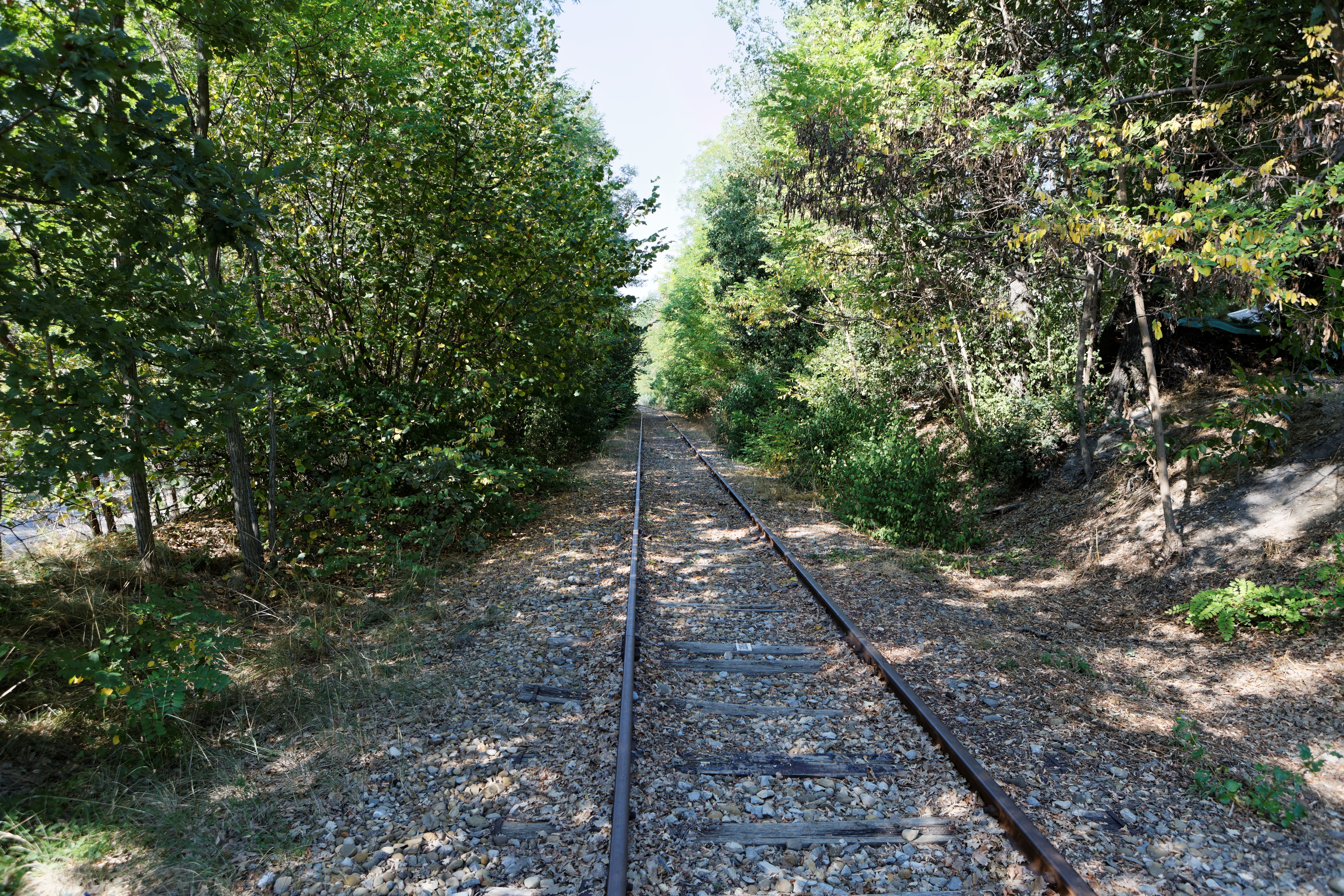
Freigeschnittenes Gleis bei Aiglun, 2016

In den letzten Jahren kamen gelegentlich Sonderzüge auf die Strecke, so im September 1989 ein von zwei BB 67400 gezogener Pilgerzug mit vierachsigen Reisezugwagen nach Lourdes. Mit dem X 4208 des Vereins Agrivap kam 1988 nochmals ein Panoramatriebwagen nach Digne.
Am 7. August 1987 bereiste der Umweltminister und Bürgermeister von Grenoble Alain Carignon die Strecke und bekräftigte den Willen der konservativen Regierung, den Alpazur zu erhalten. Im Sommer 1988 entfiel jedoch der Zugteil nach Marseille, die Umsteigezeiten wurden verlängert. Die Reisezeit nach Nizza über Lyon und Avignon verkürzte sich hingegen. Am 24. September 1988 verkehrte zwischen Digne und Château-Arnoux-Saint-Auban der letzte Güterzug, vier Tage später verließ mit dem beflaggten Triebwagen X 2744 der vorläufig letzte Triebwagen nach Grenoble den SNCF-Bahnhof Digne.
Wider Erwarten wurde der Betrieb des Alpazur am 28. Mai 1989 nochmals aufgenommen. Die Reisezeiten von bis zu 8:41 Stunden (Grenoble–Nizza; gegenüber 6:10 Stunden 1974/75) waren jedoch zu lang, der bereits acht Jahre vorher erwogene – im aktuellen Fahrplan sogar angekündigte – Einsatz von Gasturbinenzügen wurde nicht verwirklicht. Nochmals war es der X 2744, der am 23. September 1989 als endgültig letzter regulärer Reisezug die Strecke befuhr.
Im Mai 1990 verkehrte letztmals ein Pilgerzug von Digne nach Lourdes. Am 22. Mai 1991 wurde die Strecke offiziell stillgelegt, sie wurde aber nicht abgebaut und soll langfristig erhalten bleiben. 1991 und 1999 wurden sogar zwei Brücken über Straßen neu errichtet, in der Folge befuhr am 17. Januar 2000 eine Kleinlok mit zwei Schotterwagen das Gleis bis Digne. Im Herbst 2009 wurde die sich ausbreitende Vegetation vollständig entfernt, um die Begutachtung bezüglich einer möglichen Wiedereröffnung zu erleichtern. Auch diesmal wurden wieder mehrere Varianten erwogen: Beibehaltung des Normalspurgleises, Anlage eines Dreischienengleises, Umspurung auf Meterspur, Übernahme und Betrieb durch die CP …
Der Sicherheitsbereich im Umfeld von Gefahrenguttanks des Chemiewerks in Saint-Auban ist mittlerweile allerdings zu nah an die Trasse gerückt. Zudem ist eine Reaktivierung des Konzepts „Alpazur“ nicht mehr vorgesehen, womit der Aspekt des überregionalen Durchgangsverkehrs nicht mehr zum Tragen käme.

## Bahnhöfe
Mit der Aufgabe der Personennahverkehrs auf der Strecke wurden die Zwischenstationen am 6. März 1972 stillgelegt.
- Saint-Auban (seit den 1980er Jahren: Château-Arnoux-Saint-Auban): drei Personengleise am Haus und einem Mittelbahnsteig; der Hausbahnsteig konnte von Digne aus nicht unmittelbar angefahren werden;[1] 1916 wurde in unmittelbarer Nachbarschaft eine Chemiefabrik errichtet, die zunächst Chlor für chemische Waffen produzierte
- Malijai: Haltestelle mit gemauertem, zweistöckigem Empfangsgebäude und Ladegleis[27]
- Mallemoisson: zweigleisiger Kreuzungsbahnhof,[28] zweites Gleis nach der Stilllegung rückgebaut[29]
- Aiglun: Haltepunkt
- Champtercier
- Digne(-les-Bains)